# Syrisca drassiformis
Syrisca drassiformis är en spindelart som beskrevs av Embrik Strand 1906. Syrisca drassiformis ingår i släktet Syrisca och familjen sporrspindlar.
Artens utbredningsområde är Etiopien. Inga underarter finns listade i Catalogue of Life.